# سسک راد
سسک راد (نام علمی: hylloscopus schwarzi)، نوعی سسک برگی است که در سیبری زادآوری می‌کند. این سسک به‌شدت مهاجر است و در جنوب شرق آسیا زمستان‌گذرانی می‌کند. نام سرده Phylloscopus از واژهٔ یونان باستان phullon، "برگ" و skopos، "جستجو" (از skopeo، "نگاه کردن") گرفته شده‌است. نام شوارتزی نام خاص برای یادبود ستاره‌شناس آلمانی لودویگ شوارتز (۱۸۲۲–۱۸۹۴) است.

## پراکندگی و زیستگاه
سسک راد در بخش‌های جنوبی سیبری مرکزی و شرقی تا شرق کره و منچوری زادآوری می‌کند. این گونه مهاجر است و زمستان را در بنگلادش،  کامبوج، لائوس، میانمار و تایلند می‌گذراند. در محدوده زادآوری خود، سسک راد در جنگل‌های برگ‌ریز باز با مقداری زیررویش و حاشیه‌های جنگلی پرپشت، اغلب نزدیک آب یافت می‌شود. در فصل‌های زمستانی خود، حاشیه جنگل‌ها، بوته‌های انبوه و مکان‌های پردرخت در نزدیکی جنگل‌ها را اشغال می‌کند. این پرنده کوچک گنجشک‌سان مانند اکثر سسکان جهان قدیم حشره‌خوار است.